# Jerry ne perd pas la tête
Pour plus de détails, voir Fiche technique et Distribution.
Jerry ne perd pas la tête (Puttin' on the Dog) est le 16e court métrage d'animation de la série américaine Tom et Jerry réalisé par William Hanna et Joseph Barbera et sorti le 16 août 1944.